# Ley sobre la Reconstrucción del Reich
La Ley sobre la Reconstrucción del Reich (en alemán: Gesetz über den Neuaufbau des Reichs) del 30 de enero de 1934 fue un cambio constitucional radical en la estructura del Estado alemán por parte del gobierno de la Alemania nazi. Fue una de las leyes clave que sirvió de base para la política de Gleichschaltung, o coordinación, mediante la cual Adolf Hitler y el Partido Nazi establecieron con éxito su control totalitario sobre todos los aspectos del gobierno y la sociedad alemanes. La ley abolió los parlamentos regionales (Landtage) de los 16 estados alemanes que entonces existían, transfirió la soberanía de los estados al gobierno central y esencialmente convirtió a Alemania de una república federal a un Estado unitario.

## Antecedentes
Alemania tuvo durante mucho tiempo un sistema de gobierno federal compuesto por numerosos estados independientes (en alemán: länder). El Imperio Alemán (1871-1918) contenía 25 estados de este tipo. Veintidós eran monarquías hereditarias compuestas por cuatro reinos, seis grandes ducados, cinco ducados y siete principados. Además, había tres ciudades-estado (Hamburgo, Bremen y Lübeck) que eran repúblicas. Todos los estados también tenían algún tipo de asamblea representativa, con distintos grados de representación y autoridad popular. Estos iban desde asambleas elegidas libremente que actuaban como verdaderas legislaturas en las repúblicas, hasta representantes de los estamentos en Mecklemburgo.
Tras la Revolución Alemana de 1918-1919 y la abolición de las monarquías, se estableció la República de Weimar (1919-1933). Después de cierta consolidación, finalmente estuvo formado por 17 repúblicas, en gran parte denominadas "estados libres", cada una con su propia asamblea popular. La mayoría se llamaban Landtag, pero los de las tres ciudades-estado se llamaban Bürgerschaft (literalmente, ciudadanía). Todos estos parlamentos fueron elegidos libremente por sufragio universal y los gobiernos estatales eran responsables ante ellos. Los estados eran en gran medida autónomos en términos de asuntos internos y tenían control sobre asuntos como la educación y el orden público, incluidos la policía y los tribunales.
Cuando Hitler fue nombrado canciller del Reich a finales de enero de 1933, el Partido Nazi tenía el control de sólo unos pocos gobiernos estatales y Hitler percibió que los estados restantes podían formar el núcleo de una oposición al gobierno central. Por lo tanto, se propuso restringir su independencia y tomar el control de las instituciones gubernamentales. El primer esfuerzo en este sentido fue la "Ley Provisional de Coordinación de los Estados con el Reich". El gobierno nazi utilizó los poderes de emergencia que le otorgaba la Ley habilitante para promulgar esta ley el 31 de marzo de 1933. La ley disponía que el Landtage electo existente debía reconstituirse sobre la base de la participación de cada partido en los votos recibidos en las elecciones al Reichstag. del 5 de marzo de 1933, que había dado a los nazis casi el 44% de los votos. De esta manera, los nazis, junto con sus aliados, el conservador Partido Nacional del Pueblo Alemán, que había obtenido casi el 8% de las encuestas, pudieron controlar todos los parlamentos estatales.
A esto le siguió poco después la "Segunda Ley de Coordinación de los Estados con el Reich", decretada de manera similar por el gobierno del Reich en virtud de sus poderes de emergencia el 7 de abril de 1933.Esta ley preveía el nombramiento por parte del Presidente del Reich, con el asesoramiento del Canciller del Reich, de un Reichsstatthalter (Gobernador del Reich) para supervisar el gobierno de cada estado. Estos nuevos funcionarios del gobierno central fueron encargados de garantizar que se observaran las directrices políticas formuladas por el Canciller del Reich. Estaban facultados para presidir las reuniones del gobierno estatal y nombrar y destituir a los ministros-presidentes de los gobiernos estatales, así como a otros funcionarios y jueces. También podrían promulgar leyes estatales, disolver los parlamentos estatales, convocar nuevas elecciones y conceder indultos. Con estos nuevos y poderosos funcionarios en el poder en mayo de 1933, pronto todos los gobiernos estatales estuvieron en manos de políticos nazis leales. La ley también prohibía específicamente las mociones de censura de los parlamentos estatales contra los ministros presidentes u otros miembros de los gobiernos estatales.
El siguiente paso en el plan para tomar el control total de los estados debía lograrse mediante la eliminación completa de los parlamentos estatales.

## Texto
La brevedad de la ley propuesta contrastaba notablemente con su extraordinaria importancia histórica y constitucional. Con sólo unas pocas frases propuso eliminar las asambleas representativas del pueblo en todos los Länder y centralizar toda la soberanía gubernamental en el gobierno del Reich en Berlín.
Ley de Reconstrucción del Reich
El referéndum popular y la elección del Reichstag del 12 de noviembre de 1933 han demostrado que el pueblo alemán ha alcanzado una unidad interna indisoluble que trasciende todas las fronteras y diferencias políticas internas. En consecuencia, el Reichstag ha promulgado la siguiente ley, que por la presente se promulga con el voto unánime del Reichstag después de comprobar que se han cumplido los requisitos de la Constitución del Reich:
ARTÍCULO I
Se abolirán las asambleas populares de los estados.
ARTÍCULO II
(1) Los poderes soberanos de los estados se transfieren al Reich.
(2) Los gobiernos estatales están bajo el gobierno del Reich.
ARTÍCULO III
Los Gobernadores del Reich están bajo la supervisión administrativa del Ministro del Interior del Reich.
ARTÍCULO IV
El Gobierno del Reich puede dictar nuevas leyes constitucionales.
ARTÍCULO V
El Ministro del Interior del Reich podrá dictar las normas jurídicas y administrativas necesarias para la ejecución de la ley.
ARTÍCULO VI
Esta ley entrará en vigor el día de su promulgación.
Berlín, 30 de enero de 1934
/f/ El presidente del Reich von Hindenburg
/f/ El Canciller del Reich Adolf Hitler
/f/ El Ministro del Interior del Reich, Frick

## Promulgación
La sesión del Reichstag del 30 de enero de 1934, en el primer aniversario del nombramiento de Hitler como Canciller del Reich, comenzó con un largo discurso de Hitler. A continuación se presentó el proyecto de ley, el presidente del Reichstag, Hermann Göring, lo avanzó mediante tres lecturas en menos de cinco minutos y se adoptó sin debate ni votos disidentes. Fue una parodia del procedimiento parlamentario que estuvo acompañada de risas burlonas por parte de los más de 600 diputados nazis y camisas pardas del Reichstag.

## Efectos
- Se abolieron los parlamentos de todos los estados alemanes.
- La soberanía de los estados fue transferida al gobierno central del Reich.
- Los estados quedaron relegados a unidades administrativas del Reich.
- Los Gobernadores del Reich quedaron bajo la supervisión del Ministerio del Interior del Reich, asegurando un control más centralizado.
- La concesión y regulación de la ciudadanía pasó a ser un asunto del gobierno central. La ciudadanía estatal fue abolida como concepto separado y quedó incluida en la ciudadanía nacional alemana.[7]
- El Reichsrat, el órgano superior del parlamento alemán, cuyos miembros eran nombrados por los gobiernos estatales para representar sus intereses en la legislación nacional, ahora era superfluo. El gobierno del Reich pronto disolvió formalmente el Reichsrat el 14 de febrero de 1934, mediante la aprobación de la "Ley sobre la Abolición del Reichsrat".[8]

Al anunciar la aprobación de la ley y sus resultados previstos en un discurso radial el día después de su aprobación, el ministro del Interior, Frick, declaró: "Se ha cumplido un sueño de siglos de antigüedad. Alemania ya no es un Estado federal débil, sino un Estado nacional fuerte y centralizado". país."

## Derogación en la posguerra
Tras la derrota de la Alemania nazi en la Segunda Guerra Mundial en mayo de 1945, Alemania quedó dividida en cuatro zonas de ocupación militar administradas por Estados Unidos, Reino Unido, Francia y la Unión Soviética. Mientras las autoridades de ocupación se preparaban para celebrar elecciones para nuevas asambleas representativas locales y regionales, aprobaron la formación de los Länder restablecidos en 1946-1947. Algunos de ellos correspondían a los antiguos estados y otros eran nuevas creaciones, en gran parte debido a la disolución de Prusia, anteriormente el estado alemán más grande. En 1947, los Länder de las zonas occidentales habían elegido libremente asambleas parlamentarias, derogando así de hecho las disposiciones de la "Ley sobre la Reconstrucción del Reich". Los desarrollos institucionales siguieron un patrón superficialmente similar en la zona soviética, pero allí el proceso electoral no fue completamente libre.
Cuando se formó Alemania Occidental el 23 de mayo de 1949, once Länder fueron reconocidos formalmente como entidades componentes en la nueva Ley Fundamental para la República Federal de Alemania y conservaron sus parlamentos estatales. Cuando se creó Alemania del Este el 7 de octubre de 1949, cinco Länder eran componentes de la nueva nación. En 1952, sin embargo, los Länder fueron realineados en 14 distritos (bezirke). En preparación para la reunificación alemana, los cinco Länder se restablecieron el 23 de agosto de 1990, junto con un Berlín recién reunificado, se convirtieron en componentes federales de la Alemania recién unida el 3 de octubre y celebraron elecciones parlamentarias estatales libres el 14 de octubre.